# Ben 10: Alien Force
Pour les articles homonymes, voir Ben 10.
Ben 10 Ben 10: Ultimate Alien
Ben 10: Alien Force est une série d'animation américaine créée par Duncan Rouleau, Joe Casey, Joe Kelly et Steven T. Seagle, initialement diffusée entre le 18 avril 2008 et le 26 mars 2010 sur la chaîne de télévision Cartoon Network aux États-Unis. Suite de la série d'animation Ben 10, Alien Force a été travaillée au départ sous le titre de Ben 10: Hero Generation.

## Scénario
Cinq ans se sont écoulés depuis la fin des événements de la série Ben 10. Désormais âgé de 15 ans, Ben Tennyson a finalement retiré l'Omnitrix et repris une vie normale, la plupart ayant oublié l'existence de ses pouvoirs passés. Mais un jour, son grand-père Max disparaît mystérieusement alors qu'il enquêtait sur de nouveaux extraterrestres venus sur Terre, les DNAliens (ou Aliens ADN, dans la version française). Inquiet pour lui, Ben décide d'enfiler à nouveau l'Omnitrix. Rapidement, il découvre que la nouvelle race d'extra-terrestres sur laquelle Max enquêtait, les Commandants Suprêmes (des DNAliens) organisent une invasion de masse pour anéantir l'espèce humaine (et par extension toutes les autres races de la galaxie). Ben est alors conduit à former, avec sa cousine Gwen et son ancien ennemi Kevin, une équipe pour faire face à cette invasion sans précédent.
Les deux premières saisons relatent essentiellement les efforts de Ben et de son équipe pour lutter contre l'avancée de l'invasion des Commandants Suprêmes, et trouver des alliés potentiels. À la seconde fin, ils entreprennent de localiser des enfants de Plombiers, la police intergalactique dont fait partie Max. Du fait des relations fréquentes entre les espèces au sein des Plombiers, plusieurs des enfants de plombiers sont en réalité des extra-terrestres ou des demi-extra-terrestres dotés de pouvoirs. Max les prend ensuite sous son aile pour en faire ses élèves. Au cours de la saison 2, Ben, Gwen et Kevin se voient également nommer membres honoraires des Plombiers, leur permettant d'exercer légalement leurs activités de lutte contre les menaces aliens. Après le règlement du conflit avec les Commandants Suprêmes, la saison 3 poursuit les aventures de Ben et son équipe, souvent à travers de nouvelles missions pour le compte des Plombiers. Cette saison ramène également plusieurs anciens ennemis de Ben apparus dans la première série, dont particulièrement son ennemi juré Vilgax.

## Personnages
Benjamin « Ben » Tennysonle héros de la série. Désormais âgé de 15 ans, Ben a repris l'Omnitrix, qui, recalibrée, lui donne accès à un nouvel arsenal d'aliens puissants : dix au début, il arrivera ensuite à en capturer quelques-uns de plus au fil de l'aventure. Il est également beaucoup plus adepte de son utilisation, et continue de progresser au fur et à mesure de la série. Dans les deux premières saisons, Ben est perturbé et soucieux en raison de la disparition de son grand-père, et se conduit par conséquent de façon plus responsable et sérieuse, mais à partir de la saison 3, il tend à redevenir plus immature, blagueur et excessivement sûr de lui comme il l'était dans la série originelle.
Gwendolyne « Gwen » TennysonLa cousine de Ben. Si Gwen est toujours sérieuse et raisonnable, sa relation avec lui s'est considérablement améliorée, et ils ne se disputent plus autant qu'auparavant. Gwen a aussi mieux développé ses pouvoirs magiques, lui permettant désormais de manipuler la mana (énergie magique) sous la forme d'une aura qu'elle peut utiliser à différentes fins, dont créer des boucliers, des projectiles offensifs et des plates formes afin de léviter. La série révèle aussi que son affinité inhabituelle pour la magie est due à une ascendance d'Anodite, une race alien capable de manipuler la mana. Gwen a des sentiments pour Kevin, et finit par l'embrasser dans le final de la série.
Kevin LevinKevin s'est finalement réconcilié avec son vieil ennemi. Son pouvoir s'est altéré, lui permettant désormais d'absorber l'énergie d'une matière solide pour en donner la consistance à son corps. Ancien garçon des rues, Kevin a conservé certains mauvais aspects de son caractère, comme un certain goût pour l'argent facile ou un penchant pour la bagarre. Il a des sentiments pour Gwen, bien qu'il refuse de l'admettre devant les autres.
Max TennysonGrand-père de Ben et de Gwen, ancien membre des Plombiers, une police intergalactique. Max est porté disparu au début de la série, ce qui conduit Ben à reprendre l'Omnitrix. Plus tard, il est révélé que Max avait dû fuir les Commandants Suprêmes pour pouvoir continuer à leur nuire. Il se sacrifie apparemment dans l'épisode Adieu Max, mais se révèle avoir survécut dans L'Être et le Néant, bien qu'il doive rester dans le Vide Absolu. Il revient finalement sur Terre dans le final de la saison 2, et devient par la suite l'instructeur des recrues trouvées par Ben.
Vilgaxle plus grand super-vilain des deux séries, il revient dès le premier épisode de la saison 3 pour se venger de sa défaite lors de la série originelle.

## Distribution

### Voix françaises
- Alexis Tomassian : Ben Tennyson, Albedo
- Donald Reignoux : Kevin Levin
- Barbara Beretta : Gwen Tennyson
- Marc Alfos : Grand-père Max
- Michel Vigné : Frank Tennyson (père de Gwen), Glacial, Mégachrome, Labrid, Dr Animo, Incassable, Aimantosaure, Fusée, Psyphon, Un Commandant Suprême, Rhomboid Vreedle, Hex, Sir Morton, Connor, Gobe-Tout
- Thierry Murzeau : Régénérator, Vilgax, Boulet de Canon, Énormosaure, Vulkanus, Octogon Vreedle, Séparator
- Céline Monsarrat : Princesse Judith
- Mathias Kozlowski : Simian l'Arachno-Singe, Tyler
- Constantin Pappas : Carl Tennyson (père de Ben)
- Véronique Augereau : Sandra Tennyson (mère de Ben)
- Zoé Bettan : Cooper (voix 1)
- Brigitte Lecordier : Cooper (voix 2)
- Maël Davan-Soulas : Mike Morningstar / Darkstar, Manny, Alan (voix 1), Cash
- Paolo Domingo : Alan (voix 2), JT
- Jean-Claude Donda : Paradox
- Kelvine Dumour : Enchanteresse, Providence, Sicily
- Marc Perez : Méga-Méninges, Azmuth, Arachno-Singe, Super-Jet, Écho Écho, Transformo, Baz-El, Argit, Joseph Chadwick
- Edwige Lemoine : Helen (voix 2), mère de Kevin, Myaxx
- Alexandra Garijo : Helen (voix 1), Julie Yamamoto
- Roger Carel : Boule Puante, Orb
- Alexandre Nguyen : Pierce
- Bruno Dubernat : Magistrat Ghilnil
- Emmanuel Beckermann : Spectral
- Dorothée Jemma : Naljian (ép. 38)

## L'Omnitrix
Quand Ben remet l'Omnitrix, celui-ci s'est mis à jour, lui donnant accès à un nouvel arsenal d'aliens :
1. Régénérator (Swampfire) : Alien plante à la force surhumaine, Régénérator produit de grandes quantités de gaz inflammable. Il est imperméable au mal physique et possède des capacités de régénération immense : quand son bras est coupé, par exemple, il lui en pousse un autre aussitôt. Il se sert de ses mains pour faire office de lance-flammes, comme Inferno.
2. Écho Écho (Echo Echo) : Le plus petit des nouveaux Aliens de Ben, mais il possède un grand pouvoir, Echo Echo est un alien blanc ressemblant à un robot, dont le corps est constitué de silicone, il amplifie les sons, projetant ainsi des vagues soniques pouvant abasourdir un adversaire et même provoquer des explosions capables de briser l’acier à pleine puissance. Il peut aussi se multiplier, tout comme le pouvait Duplico, sauf que ses doubles ne sont pas liés entre eux.
3. Énormosaure (Humongousaur) : Membre d’une espèce dinosaurienne, Énormosaure peut changer de taille à volonté. Il peut atteindre jusqu'à 18 mètres de haut.
4. Glacial (Big Chill) : Fantôme insectomorphe, Glacial est un alien qui permet à Ben de passer à travers les matières, de devenir invisible et de maîtriser la glace. On note aussi que sa race pond des œufs tous les 80 ans, et durant cette période, le soir, il mange tout ce qui est métallique ou en acier pour les régurgiter afin de se construire un nid.
5. Super-Jet (Jetray) : Cet alien, semblable à une raie, peut nager et voler à plusieurs fois la vitesse du son. Son dard lui permet de délivrer des chocs qui arrêtent le système nerveux de ses attaquants. Il peut aussi et surtout lancer des rayons-laser avec les yeux.
6. Mégachrome (Chromastone) : En devenant Mégachrome, Ben est invulnérable. Cet extraterrestre peut absorber n’importe quel type de radiations électromagnétiques et d’ultraviolets, qu’il canalise et transforme en rayons lasers.
7. Mega-Méninges (Brainstorm) : Cet alien de Ben ressemble à un crabe avec des griffes, des pinces, et une coquille puissante qui cache un très grand cerveau. D’une extrême intelligence, il peut produire des tempêtes d’électricité juste en se concentrant longuement.
8. Arachno-Singe (Spidermonkey) : Cet alien de Ben est un croisement entre un singe et une araignée. En plus de son agilité surhumaine, il a le pouvoir de tisser des toiles d’araignées géantes qui lui permettent de se déplacer à sa guise, mais aussi de lancer des boules de toiles à la tête de ses ennemis. Il possède plusieurs yeux.
9. Transformo (Goop) : Une masse gluante verte contrôlée par un minuscule objet en forme d'OVNI au-dessus de sa tête. Il peut léviter, changer à volonté de forme et de consistance et se régénérer. La substance verte peut aussi sécréter un puissant acide capable de dissoudre même le métal.
10. Alien X (Alien X) : Alien X ressemble à un humanoïde, voisin de l’homme, robot d’apparence humaine. Cet alien est peut-être le plus puissant de l'univers, mais sa conscience l'empêche d'agir. Quand Ben utilise cette forme, Alien X ne réagit pas, Ben se retrouve dans le vide avec les deux consciences d'Alien X : la conscience qui représente la joie et l'amour et celle qui représente la colère et la rage. Ces 2 consciences se débattent toujours pour savoir quoi faire, et quand Ben est là, ce dernier doit représenter la voie de la raison, mais Ben n'a jamais assez d'arguments pour les faire décider. Ben n'utilisera cet alien que dans les situations les plus périlleuses.
11. Géant (Way Big) : C'est le plus grand des aliens de Ben, comme son nom l'indique il est gigantesque, il fait plus de dix fois la taille d'Enormosaure. Il n'est utilisé que très peu dans la série, durant la saison 3, un peu en remplacement de l'Alien X. Contrairement au contrôle trop faible qu'avait Ben sur l'Alien X, Ben a un contrôle total sur Géant. Il est extrêmement puissant mais un peu limité au niveau de sa vitesse vis-à-vis de sa taille.

### Autres aliens
- Boulet de Canon (Cannonbolt): Un alien de 225 kilos très maladroit à cause de son poids, mais qui peut se rouler en boule pour rouler à 82 km/h.
- Gobe-Tout (Upchuck): Sorte de petit dinosaure capable d'ingurgiter n'importe quoi (sauf de la vraie nourriture) et de le recracher sous forme de bave verte explosive.
- Spectral (GhostFreak): Un alien fantôme: il peut traverser les murs, se rendre invisible et léviter. Il ne possède qu'un œil et son crâne est à l'envers.
- Nanomech (Nanomech): Un nanorobot vivant, d'une taille minuscule, capable de rétrécir encore plus que sa taille normale, de voler et de projeter des attaques d'énergie.
- Incassable (Diamondhead): Un alien de cristal capable de contrôler sa propre morphologie pour projeter des rafales de cristaux, changer ses mains en armes et se régénérer.
- Aimantosaure (Lodestar) : Extra-terrestre qui utilise le magnétisme comme arme. Sa bouche ne bouge pas quand il parle sa tête lévite.
- Bengalosaure (Rath) : Sorte de tigre bipède qui règle tout par la violence. L'intelligence de Ben s'en retrouve diminuée sous cette forme...

## Production
Bien qu'elle reprenne plusieurs éléments de la première série, cette suite évolue dans un contexte radicalement différent, plus sérieux, plus réaliste, un peu plus violent et parfois plus sombre : la majorité des épisodes se déroulent plutôt de nuit, certains personnages meurent (ce qui n'arrivait que très rarement dans la première série), les antagonistes sont moins caricaturaux et plusieurs d'entre eux se révèlent avoir des motivations plus ou moins justifiées. La psychologie des personnages est également plus affinée, avec des personnages moins simplistes (Ben n'est plus un héros parce qu'il aime ça, mais plutôt parce qu'il ne peut rien être d'autre) et des héros qui doivent désormais se débrouiller seuls sans aide adulte depuis la disparition de Max. En outre, le schéma lui-même change, puisqu'il y a désormais un adversaire principal pour les deux premières saisons plutôt qu'un antagoniste majeur par saison.
En terme général, bien que certains aient critiqués quelques erreurs de continuité par rapport à la première série, la majorité a bien accueilli Alien Force aux États-Unis. On[Qui ?] peut aussi noter un clin d'œil possible à la saison 5 de la série Teen Titans : Les Jeunes Titans concernant la recherche d'alliés parmi des jeunes dotés de pouvoirs.

## Épisodes
Ben 10: Alien Force est diffusée pour la première fois entre le 18 avril 2008 et le 26 mars 2010 aux États-Unis. En France, la série a été diffusée à partir du 4 avril 2009 sur Cartoon Network (France). Il a également été diffusé au Québec sur Télétoon. La série est par la suite adaptée en français par Isabelle Steiner et Philippe Berdah.
| Saisons | Saisons | Épisodes | Première date de diffusion | Dernière date de diffusion | Antagonistes                          |
| ------- | ------- | -------- | -------------------------- | -------------------------- | ------------------------------------- |
|         | 1       | 13       | 18 avril 2008              | 31 août 2008               | Les DNAliens ou, Aliens ADN           |
|         | 2       | 13       | 10 octobre 2008            | 27 mars 2009               | Les Commandants Suprêmes (HighBreeds) |
|         | 3       | 20       | 11 septembre 2009          | 26 mars 2010               | Vilgax                                |

## Médias

### Jouets
Une gamme Lego Ben 10 : Alien Force a été créée en 2010, censée être le remplaçant de Lego Bionicle (ce fut Lego Hero Factory), et fut arrêtée en 2011. Les produits sont :
- 8409 : Arachno-Singe
- 8410 : Régénérator
- 8411 : Megachrome
- 8517 : Énormosaure
- 8518 : Super-Jet
- 8519 : Glacial

### Jeux vidéo
Un jeu vidéo inspiré de la série est commercialisé. Kevin, Ben et Gwen y sont tous les trois jouables, ainsi que cinq formes extra-terrestres de Ben (huit sur DS).

### Téléfilm
Un téléfilm de Ben 10: Alien Force est annoncé en 2008, il sort le 25 novembre 2009 aux États-Unis et le samedi 28 novembre 2010 en France sous le titre Ben 10: Alien Swarm. L'acteur Barry Corbin remplace Lee Majors pour le rôle de Max Tennyson, que Majors jouait dans Ben 10 : Course contre la montre, tandis que les rôles de Ben, Gwen et Kévin sont joués respectivement par Ryan Kelley, Galadriel Stineman et Nathan Keyes. Un nouveau personnage inconnu, Elena, est joué par Alyssa Diaz. Plusieurs bandes annonces montrent les trois personnages principaux, ainsi que les formes aliens Glacial et Enormosaure. 